# White Lion
I White Lion sono stati un gruppo hair metal formato a New York City nel 1983.
Il gruppo è nato dall'unione del cantante danese Mike Tramp e dal virtuoso chitarrista di origini italiane Vito Bratta. Dopo alcuni cambi di formazione, i White Lion hanno esordito con l'album Fight to Survive nel 1985 che, dopo l'abbandono della Elektra Records, venne pubblicato inizialmente nel solo Giappone. Il vero e proprio successo è arrivato nel 1987 con la pubblicazione del secondo album Pride, che permise alla band di farsi finalmente conoscere negli Stati Uniti e non solo. Le prime critiche cominciarono però a emergere un paio di anni più tardi con il disco Big Game. Dopo un ultimo album in studio dagli scarsi consensi nel 1991, Mane Attraction, il gruppo decise di sciogliersi.
Saranno diversi i tentativi di riunire la band, tutti sfumati nel corso degli anni anche a causa delle tensioni tra Tramp e Bratta. Infine, dopo il tentativo fallito di riunire ufficialmente i White Lion senza il chitarrista originario, Tramp fonda nel 2005 i Tramp's White Lion, che con una formazione completamente rinnovata, propone i vecchi brani della band e pubblica alcuni live, raccolte oltre a un album in studio dal titolo Return of the Pride nel 2008.

## Storia
I White Lion vennero fondati nel 1983 dal cantante Mike Tramp (Michael Trampenau). Nato in Danimarca, Tramp aveva già registrato nel 1975 il singolo Big Man in Town, in collaborazione con il fratello Dennis Trampenau. In questo progetto i due vennero accreditati come "Dennis & Michael". Successivamente Tramp fondò una sua band, i Studs, gruppo composto da musicisti danesi ma collocato in Spagna. Con questi realizzò un album eponimo nel 1982 per la casa discografica Hispavox. Successivamente, il cantante si spostò a New York alla ricerca di fortuna. Poco dopo, il chitarrista Oliver Steffanson abbandonerà la band per entrare nei Geisha.

### Gli inizi
Con la dipartita di tutti componenti, nel 1983 Tramp riassemblò una nuova formazione assieme al talentuoso chitarrista Vito Bratta, l'ex bassista degli Angel Felix Robinson e il batterista Nicki Capozzi. Tramp rinominerà il progetto White Lion. Dopo aver firmato un contratto con la Elektra Records nello stesso anno, il gruppo registrò l'album di debutto Fight to Survive a Francoforte, in Germania, con il produttore Peter Hauke. Tuttavia la Elektra non fu soddisfatta del lavoro, e dopo aver negato la pubblicazione dello stesso, sciolse definitivamente i rapporti con la band. Felix Robinson abbandonerà presto il progetto per tornare a New York, venendo sostituito da Dave Spitz, ex bassista degli Americade (fratello di Dan Spitz, chitarrista degli Anthrax). Il disco Fight to Survive venne pubblicato appena nel 1985 in Giappone per la JVC Victor. Da questo momento Nicky Capozzi abbandonò la band lasciando il posto a Greg D'Angelo, ex batterista degli Anthrax. Nel 1986 i White Lion esordirono sul grande schermo, partecipando a un paio di brevi scene nel film Casa, dolce casa? con Tom Hanks, dove suonarono il loro brano inedito Web of Desire (che non vedrà mai la luce in alcun album). Seguì un tour statunitense di supporto ai Krokus, che rafforzò la reputazione del gruppo negli Stati Uniti. In seguito la band contattò il batterista Eric Singer, che rifiutò però la proposta, preferendo entrare nella band di Lita Ford. Seguì poi la dipartita di Dave Spitz, che venne contattato dai Black Sabbath il giorno successivo all'uscita del video musicale del singolo Broken Heart, il primo girato dai White Lion. Spitz parteciperà alle sessioni del disco Seventh Star dei Sabbath nel 1986.
Il bassista dei Terrified (gruppo di Bobby Rondinelli, ex batterista dei Rainbow) James Lomenzo venne reclutato dai White Lion dopo un breve periodo con il temporaneo Bruno Ravel (futuro bassista di Talas e Danger Danger). Il gruppo riuscì a trovare un nuovo contratto con la Atlantic Records nel tardo 1986, e iniziò immediatamente a comporre del nuovo materiale per l'album successivo.

### Il successo
Il secondo lavoro del gruppo, Pride, vide la luce nel giugno del 1987 e venne prodotto da Michael Wagener. L'album inizialmente faticò molto a scalare le classifiche.
I White Lion partirono in tour per promuovere l'album, aprendo alcune date per i Frehley's Comet, la nuova band di Ace Frehley. Il gruppo continuò a suonare dal vivo per un anno e mezzo, facendo da band di supporto per Aerosmith, Ozzy Osbourne, Kiss e Stryper. Nel gennaio del 1988, i White Lion accompagnarono gli AC/DC nel loro tour americano in promozione all'album Blow Up Your Video.
Mentre si trovavano in tour con gli AC/DC, i White Lion riuscirono finalmente a entrare in classifica grazie al successo del singolo Wait, il cui relativo video musicale cominciò a essere regolarmente trasmesso su MTV, a circa sette mesi di distanza dalla sua pubblicazione originaria. Wait entrò nella top 10 statunitense, permettendo a Pride di raggiungere la posizione numero 11 della Billboard 200 quello stesso periodo. L'album rimase in classifica per un anno intero, vendendo 2 milioni di copie nei soli Stati Uniti e ottenendo la certificazione di doppio disco di platino.
Nell'agosto del 1988 venne pubblicato il secondo singolo estratto dall'album, Tell Me, e i White Lion si esibirono al noto Ritz di New York per uno speciale concerto mandato in onda da MTV. Il gruppo conquistò definitivamente le classifiche statunitensi con la ballata When the Children Cry, che divenne il singolo di maggior successo del quartetto, grazie al terzo posto raggiunto in classifica. In quel periodo inoltre Vito Bratta venne premiato come miglior chitarrista esordiente dalla rivista specializzata Guitar World. Approfittando dell'enorme popolarità raggiunta dal gruppo, l'etichetta indipendente Grand Slamm Records riesce a ottenere i diritti per ristampare l'album Fight to Survive, che entra in classifica negli Stati Uniti alla posizione numero 151.

### Il declino
Il terzo album del gruppo, Big Game, venne pubblicato nell'agosto 1989, rivelandosi musicalmente più eclettico e sperimentale del precedente. Il disco ricevette alcune critiche e venne penalizzato nel songwriting a causa dell'eccessiva fretta nella realizzazione, ma si rivelò comunque un discreto successo commerciale, soprattutto in ambito europeo, consacrando il successo della band anche oltreoceano. Negli Stati Uniti raggiunse la posizione numero 19 della Billboard 200. Il singolo Little Fighter ebbe una buona esposizione radiofonica, ma il tentativo di scalare le classifiche con la reinterpretazione di Radar Love dei Golden Earring fallì miseramente. Ciò nonostante, Big Game riuscì a ottenere un disco d'oro per le vendite negli Stati Uniti. Discreta popolarità otterrà il terzo singolo estratto, Cry for Freedom. A seguito della pubblicazione del disco, i White Lion suonarono in Europa da spalla ai Mötley Crüe nell'ottobre 1989, mentre successivamente partirono da soli per un tour in Giappone, suonando a Tokyo e Osaka, e in un tour britannico nei primi mesi del 1990. Purtroppo queste ultime date furono dovute essere cancellate a causa di un'operazione di Tramp alle tonsille.
Durante la seconda metà del 1990 i White Lion iniziarono a comporre del nuovo materiale per un quarto album, pubblicato nella primavera del 1991 con il titolo Mane Attraction e prodotto da Richie Zito. Il disco si rivela più lineare e sobrio rispetto al lavoro precedente, venendo ben accolto dai fan del gruppo. Tramp modificò inoltre il suo modo di cantare, adottando uno stile più controllato e meno urlato. I White Lion pubblicizzarono l'album facendo qualche data nei club del Regno Unito supportati dai Tyketto. Curiosamente, Lomenzo suonò anche qualche data nei Tyketto come sostituzione al loro bassista che abbandonò la band nel bel mezzo del tour. Purtroppo per il gruppo, nonostante l'apprezzata qualità del nuovo disco, Mane Attraction vendette molto meno rispetto ai due lavori precedenti, fallendo l'accesso alla top 50 negli Stati Uniti. L'unico singolo che riuscì a entrare in classifica fu il primo estratto Love Don't Come Easy, mentre fallirono tutti gli altri. Tale insuccesso fu dettato dalla scarsissima promozione radiofonica ricevuta dall'album, causata principalmente dall'ascesa del movimento grunge, che stava spodestando dalle classifiche la maggior parte delle band pop metal degli anni '80. Di ritorno negli Stati Uniti, D'Angelo e Lomenzo abbandonarono il progetto e riemersero in seguito nella band solista di Ace Frehley. D'Angelo ebbe anche una breve esperienza nella superband Blackthorne, ma fu presto sostituito da Frankie Banali.
Tramp e Bratta, arruolarono nella band Jimmy DeGrasso, ex batterista dei Y&T, assieme a Tommy "T-Bone" Caradonna, ex bassista di Lita Ford e Alice Cooper. La nuova formazione ebbe però breve vita, e dopo un disastroso tour statunitense, Tramp decise di sciogliere il gruppo verso la fine dell'anno.

### Dopo lo scioglimento
Bratta rimase sotto contratto con la Atlantic per il suo progetto solista che includeva il cantante John Levesque (ex-Wild Horses), ma la cosa sfumò prima della pubblicazione di alcun materiale inedito. In quel periodo, il chitarrista apparì comunque nell'album eponimo del progetto C.P.R. (Randy Coven, Al Pitrelli, John O'Reilly) del 1992. Mike Tramp fonderà un nuovo gruppo assecondando le mode musicali del momento, ovvero alternative rock e grunge, chiamato Freak of Nature di cui farà parte anche Jerry Best, ex-bassista dei Lion. Dopo una serie di album ben accolti e qualche concerto, questa band si scioglierà, così Tramp pubblicherà il suo debutto solista nel 1997 dal nome Capricorn, a cui parteciperanno anche i vecchi compagni di band Jerry Best e Kenny Korade, oltre che Lomenzo come ospite speciale. A seguito dell'uscita del disco, Tramp e la sua band suoneranno alcune date al fianco dei Lynyrd Skynyrd e Peter Frampton.
Nel 1993 D'Angelo e LoMenzo si unirono alla band di Zakk Wylde, il chitarrista di Ozzy Osbourne. Lomenzo rimarrà con Wylde anche nella sua band successiva, i Pride & Glory. Il bassista successivamente si riunirà con il batterista Brian Tichy dei Pride & Glory per entrare nella band Slash's Snakepit, il progetto solista di Slash. Dopo aver collaborato con la band, D'Angelo venne poi coinvolto nel mondo dello spettacolo, lavorando come produttore per il film per bambini Pumpkin Hill del 1997. Anni dopo, Lomenzo collaborò ad alcuni progetti con l'ex chitarrista dei Guns N'Roses Gilby Clarke ma fondò anche una a compagnia video con Mike Tramp. DeGrasso raggiungerà invece la storica thrash metal band Megadeth. Tramp tornò in scena con altri lavori solisti, e con la sua band supporterà i ZZ Top in Europa durante il 2003.

### Tramp's White Lion
Nel 1999 Mike Tramp pubblicò la raccolta Remembering White Lion, che conteneva brani classici della band ri-registrati con un'altra formazione. I piani per la riunione dei White Lion vennero annunciati da Tramp nell'ottobre del 2003 con la formazione originale. Questa notizia venne presto smentita da alcuni dei vecchi componenti, e poco dopo venne confermata un'altra formazione composta da Tramp, Warren DeMartini (ex chitarrista di Ratt e Whitesnake), James Lomenzo e Jimmy DeGrasso. Vito Bratta protestò poiché ritenne che gli spettava una parte dei diritti sul nome, così questa formazione, con relativo tour, fu costretta a sciogliersi. Tramp successivamente rivelò che «non avrà mai luogo una reunion originale dei White Lion».
Nel novembre 2004, poco dopo la pubblicazione del suo quarto disco solista Songs I Left Behind, il cantante annunciò che la riformazione dei White Lion sarebbe proseguita. Venne ripubblicata la raccolta Remembering White Lion sotto il titolo di Last Roar, e nello stesso periodo venne anche registrata una versione acustica di When the Children Cry che sarà inserita nella compilation VH1 Classic: Metal Mania - Stripped. Nel 2005, dopo una lunga battaglia legale, Mike Tramp assemblò una nuova band di musicisti sconosciuti accreditata come Tramp's White Lion a causa dei mancati diritti sul nome. La band di Tramp suonava essenzialmente brani dei White Lion e partecipò a diversi tour, pubblicando il doppio album dal vivo Rocking the USA nel novembre di quello stesso anno.
L'ex batterista Greg D'Angelo raggiunse la band Antiproduct a giugno. Nel gennaio 2006 James Lomenzo raggiunse ufficialmente la formazione dei Megadeth, mentre Greg D'Angelo suonò come turnista per i Britny Fox in alcuni concerti nel 2007.
Il 16 febbraio 2007, Vito è comparso sul programma radiofonico "The Eddie Trunk" di New York, dichiarando che malgrado quello che avesse detto Mike Tramp, egli non venne mai invitato a tornare nei White Lion, ne aveva mai rifiutato l'offerta, dichiarando che le cose dette da Tramp non erano vere, ma piuttosto, che quando Tramp era entrato in contatto con lui, suo padre era molto malato e morente, e in quel periodo non avrebbe potuto abbandonare il genitore per intraprendere un tour con la band. Ha aggiunto che comunque sarebbe stato disponibile per un'eventuale riunione e che non si era mai ritirato dall'industria musicale. Tramp dichiarò chiaramente che la partecipazione di Bratta alla band era qualcosa che aveva fortemente desiderato da quando questa di sciolse nel 1991. Vito durante quella trasmissione rispose a chiamate dei fans in diretta per quasi 3 ore. Il 6 e il 7 aprile 2007, presso il locale L'Amours Reunion Shows di New York, Vito si esibì pubblicamente in occasione di un show di due giorni per la prima volta dopo 15 anni. Tuttavia il concerto si svolse in assenza di Mike Tramp.
Tre settimane dopo l'apparizione radiofonica di Bratta, Tramp partecipò allo stesso programma in Australia, parlando di Vito, del nuovo disco e dell'imminente tour dei Tramp's White Lion. Tramp ringraziò Bratta per aver risposto alle domande dei fans, le stesse domande di cui egli era stato bombardato negli ultimi quindici anni. Il cantante dichiarò inoltre che la risposta di Bratta risultò scomoda e che venne rovesciata a suo favore, aggiungendo che il chitarrista aveva veramente affermato di essersi ritirato dall'industria musicale.
In quel periodo, la Atlantic Records pubblicò la raccolta The Definitive Rock Collection. Nel frattempo il tour estivo dei Tramp's White Lion al fianco dei Poison e Ratt venne cancellato dopo una minaccia di azione legale intrapresa da Bratta. Con i procedimenti ancora in corso, la band partecipò comunque al festival Rocklahoma il 13 luglio 2007. Risolta la controversia e concesso a Tramp il permesso per poter utilizzare liberamente il nome originale del gruppo, il 14 marzo del 2008 viene pubblicato il nuovo album Return of the Pride, distribuito dall'etichetta italiana Frontiers Records.
Mike Tramp ritornò successivamente a dedicarsi alla sua carriera solista, prima di annunciare definitivamente la fine dei White Lion nel febbraio 2015.

## Formazione

### Ultima
- Mike Tramp – voce (1983-2013)
- Jamie Law – chitarra (2005-2013)
- Claus Langeskov – basso (2005-2013)
- Troy Patrick Farrell – batteria (2005-2013)
- Henning Wanner – tastiere (2005-2013)

### Ex componenti
- Vito Bratta – chitarra (1983-1991)
- James Lomenzo – basso (1985-1991)
- Greg D'Angelo – batteria (1985-1991)
- Bruno Ravel – basso (1983-1985)
- Nicki Capozzi – batteria (1983-1985)
- Felix Robinson – basso (1983)
- Dave Spitz – basso (1984)

### Turnisti
- Tommy "T-Bone" Caradonna – basso (1991)
- Jimmy DeGrasso – batteria (1991)

## Discografia

### Album in studio
- 1985 - Fight to Survive
- 1987 - Pride
- 1989 - Big Game
- 1991 - Mane Attraction
- 1999 - Remembering White Lion (anche come Last Roar)
- 2008 - Return of the Pride